# Zadní Kopanina
Zadní Kopanina est un quartier pragois situé dans le sud-ouest de la capitale tchèque, appartenant à l'arrondissement de Prague 13, d'une superficie de 350,4 hectares est un quartier de Prague. En 2018, la population était de 83 habitants. 
La ville est devenue une partie de Prague en 1974.